# ペット供養
ペット供養（ペットくよう）とは、ペットの供養及びそれに関連するビジネス（サービス業）。特に断り書きがない限り、日本の事例について述べる。

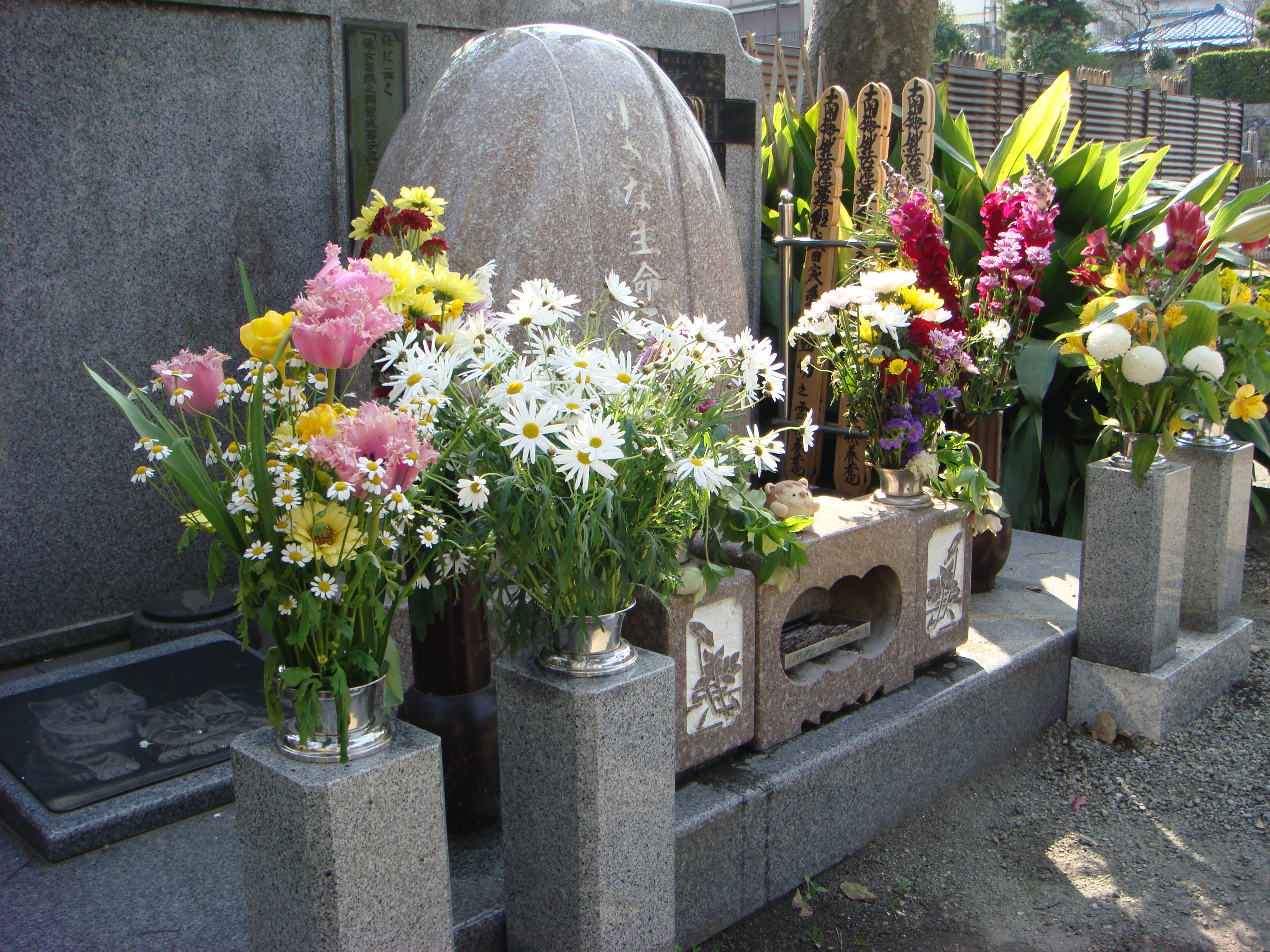
妙輪寺犬、猫、小動物のための墓地

## 概要
ペットの供養自体は古くから行われており、例えば縄文時代の遺跡から犬の埋葬跡が発見された事例がある（ペット、柴犬、縄文時代も参照）。これらは居住区の近くに土葬をするのが通常であった。また古代エジプトでは猫のミイラも発見されており、愛着のある・あるいは道具として役に立った動物を、丁寧に葬る習慣は世界各地で見出される。

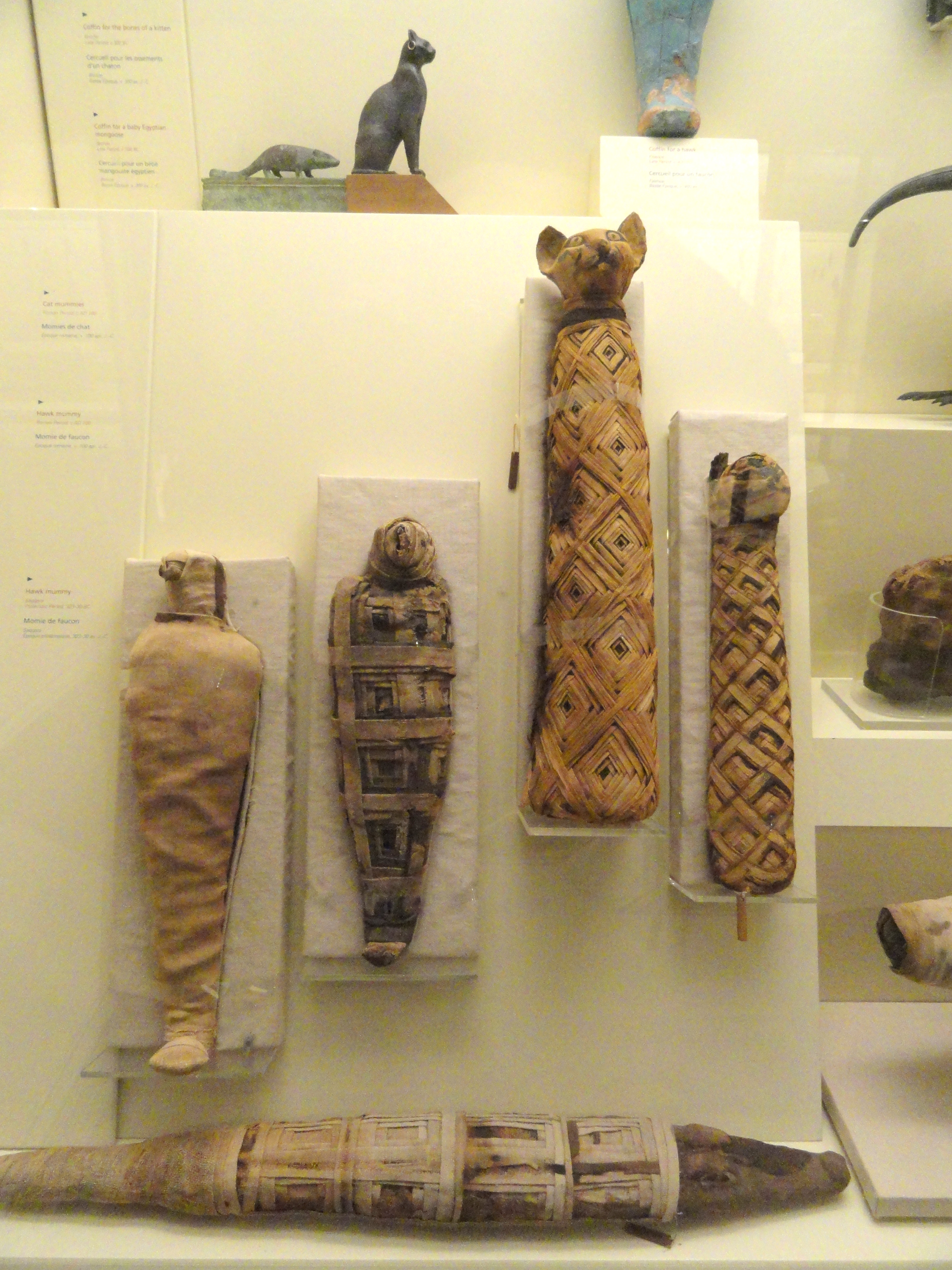
ロイヤルオンタリオ博物館の動物のミイラ

しかし現代におけるペットの家族化（→コンパニオンアニマル）に伴い、ペットが亡くなった際に人間と同じように法事（葬儀、位牌、仏壇）、埋葬を望む人が増えている。この需要に伴いペットへの法事のサービス業態化や、ペット霊園の整備が行われるようになった。

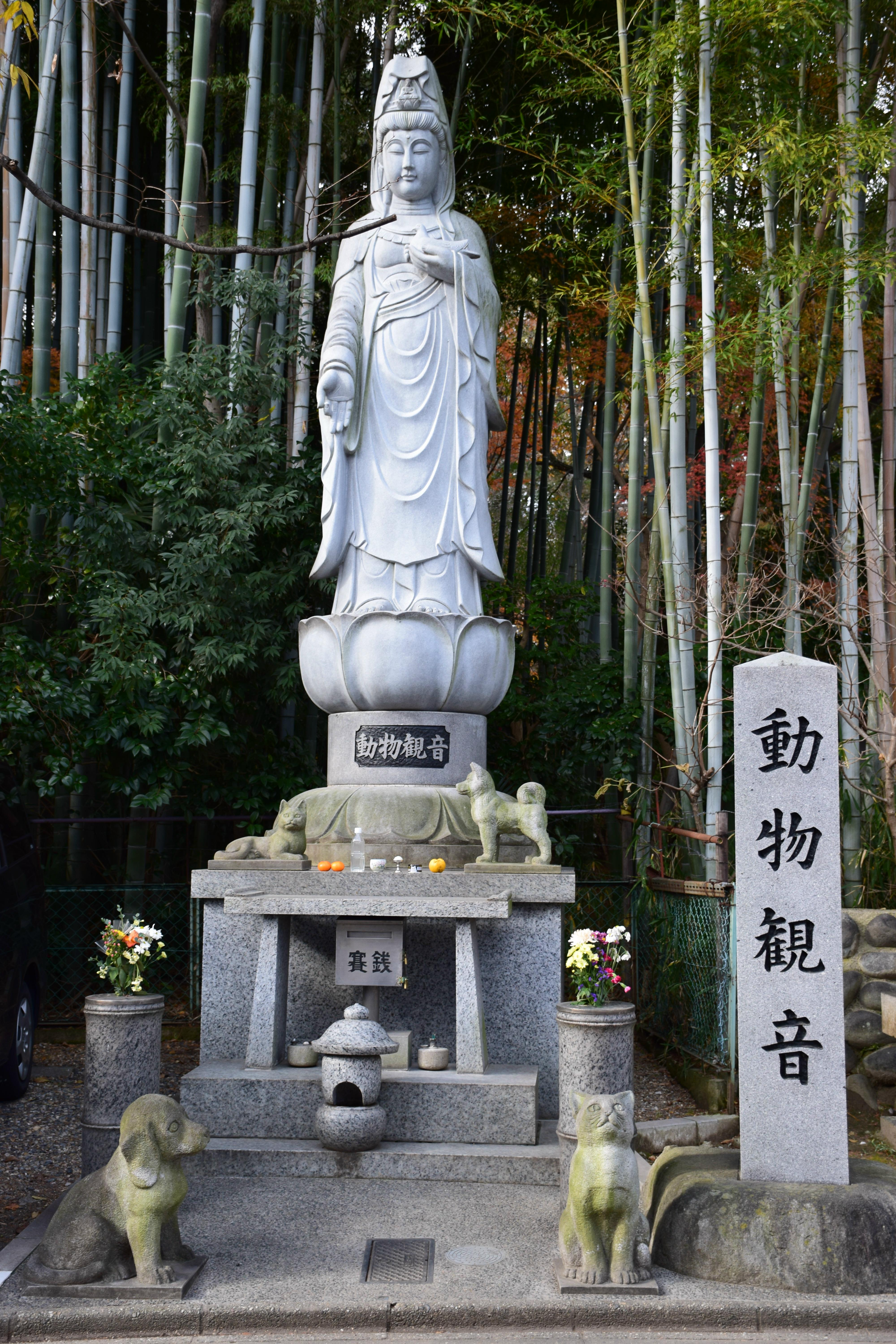
長楽寺 動物観音

ペット霊園における埋葬では、人間の埋葬と同じように火葬、骨壺による埋葬、49日等の法要を行うサービスが用意されていることが多い。欧米でもペット霊園への埋葬といった風習もみられ、こちらは土葬ではあるが、専用の棺や、あるいはエンバーミングすら見られる。

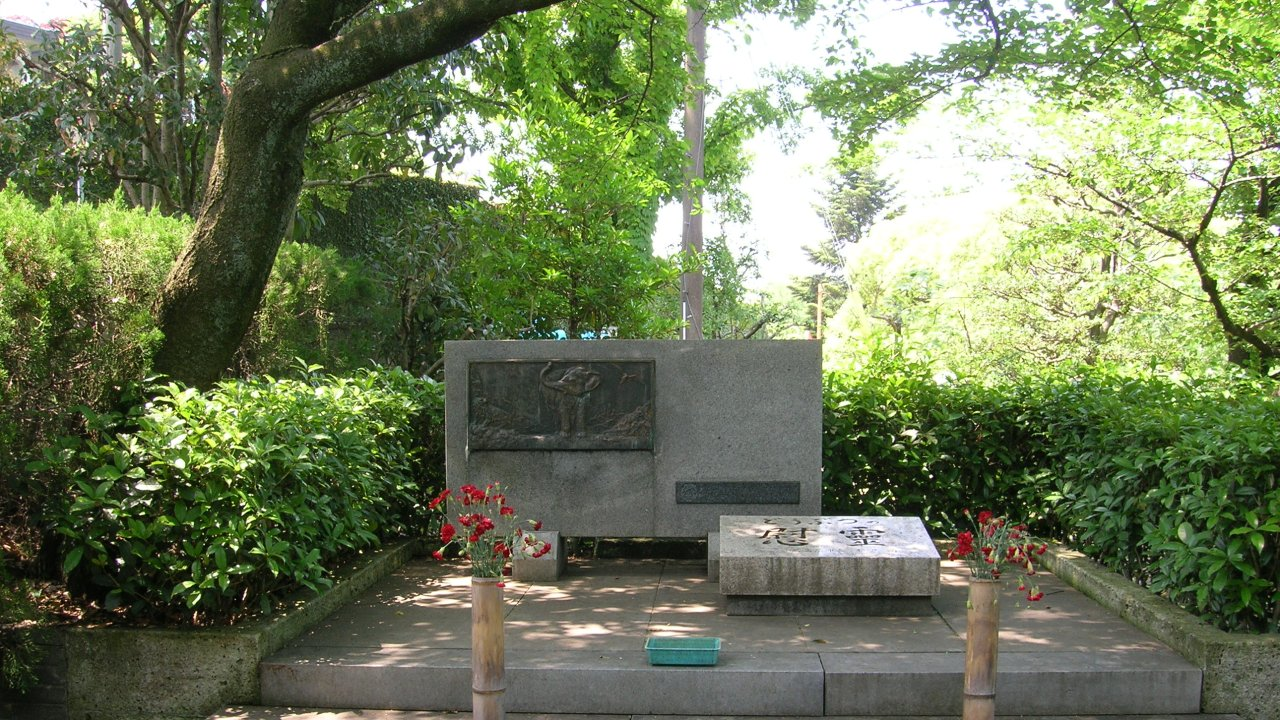
東山動植物園　動物の慰霊碑

なお、ペットではないが動物園でも亡くなった動物の供養するための慰霊祭は行われており、他にも屠場での食用家畜の供養、保健所で保護期間を過ぎて処分された動物の霊を慰める供養、動物実験の対象となった実験動物を慰霊する供養などが、定期的に行われている。

### 社会的位置付けと意義
これらは主に、ペットを失った人の満足のためのサービス業で、宗教活動とは認められない。ペット供養の謝礼等は収益事業に当たりうるとする判例があり（最判平成20年9月12日判時2022-11）、宗教法人の持つ宗教活動への非課税特権がペット供養に関する収益には適用されないことがある。ただしペット供養自体の法的定義は未定である（後述）。
しかしペットに対する思い入れの強い人には、ペットを失ったストレスから、一般にペットロス症候群とも呼ばれる状態に陥る事もある。

## 法的な整理
ペットの遺体の法的定義
廃棄物の処理及び清掃に関する法律第2条第1項、第2項により、ペットの遺体は一般廃棄物となる。そのため、その埋葬については、一般廃棄物の焼却処分や埋立処分の基準を満たす必要がある。許可を得ないと火葬できない人間とは異なり、ペットは許可制ではない。河川や公園などの公有地や他人の土地にペットの死骸を埋めた場合は、廃棄物の不法投棄となり同法律により罰せられる。また、海に投棄することも同法律施行令で禁じられている。適切に焼却した上で、不衛生にならない形で自宅の敷地内に埋めたならば、法律上の問題はないと思われる。
ペット供養は収益事業かそれとも宗教的行為か
最高裁判所は2008年9月12日に、この点について判断を示し、宗教法人が行うペット供養について、外形的に請負業、倉庫業及び物品販売業に並びにその性質上これらの事業に付随して行われる行為の形態を有するものと認められ、事業に伴う財貨の移転が役務等の対価の支払として行われる性質のものか、それとも役務等の対価でなく喜捨等の性格を有するものか、また、当該事業が宗教法人以外の法人の一般的に行う事業と競合するものか否か等の観点を踏まえた上で、当該事業の目的、内容、態様等の諸事情を社会通念に照らして総合的に検討して判断すべきものとした。
その上で、料金表等により一定の金額が定められており、その目的、内容、料金の定め方、周知方法等の諸点において、宗教法人以外の法人が一般的に行う同種の事業と基本的に異なるものではなかった事例で、依頼者の要望に応じてペットの供養をするために、宗教上の儀式の形式により葬祭を執り行っていたとしても、法人税法2条13号でいう収益事業に該当すると判断した。
近年では消費税の課税に関する裁判も見られる。

## 一般的な遺体の処理
以下では一般的な遺体の処理方法について述べる。
- 民間業者での火葬

自治体では遺骨を返してもらえないところも多いため、民間業者で火葬を行う人も多い。火葬後は骨壷を自宅へ持ち帰って保管したり、庭に埋めたりする人もいる。アンケート調査では民間業者で火葬を行う人が最も多かった。
- ペット霊園への埋葬

当初は一般の（人間用の）霊園の片隅でペットを埋葬していたが、その後需要の増加に伴いペット専用の霊園も登場した。現在では飼い主と同じ墓に入れる（納骨室は区切ってある）霊園も登場している。近年では遺骨や遺灰の一部を納めるカロートペンダントや遺灰ダイヤモンドなどを利用して手元供養する人もいる。
- 庭への土葬

遺体を私有地である庭へ埋葬する行為には問題はない。ただし、土に還る過程で深い穴を掘って埋めるなど近隣への腐敗臭の配慮等は必要となる。
- 自治体への処分依頼[参考 1][参考 2]

役所によって体制が異なる。野良猫の遺体処理は無料としている自治体もある。指定場所への持ち込みと引き取りで費用が異なるが無料～3千円程度である。東京都23区は生ゴミ扱いで清掃局が引き取る。横浜市のようにペット専用の火葬炉を持ち個別に火葬してくれ遺骨も返してくれる自治体もあるが、費用が2、3kg程度の重さのペットで2万円で、ペット霊園の火葬より費用的に高くなることもある。横浜市外の住民は利用できない。自治体によるがペット用火葬炉を別に持ち、他のペットとまとめて火葬する場合が多い。遺骨は持ち帰れない。その場合は共同墓地に遺骨を納め慰霊を行ってくれる場所もある。

## ペット供養の種類
ペットを弔うペット供養には、大きく分けてペット火葬とペット納骨がある。
ペット火葬は、ペットの遺体を火葬することで自治体・寺院・民間企業によって行われる。「ペット葬儀」という表現をする場合、一般的にペット火葬の意味合いで使われることが多い。
ペット納骨は火葬した後のペットの遺骨を納骨堂に納めたり、ペット墓地(霊園)に埋葬したりすることを指す。自治体では行われず、寺院・民間企業によって行われる。

### ペット火葬の種類
ペット火葬の種類である、「合同火葬」「個別一任火葬」「立会火葬」について述べる。

#### 合同火葬
一定数集まったペットの遺体を合同で火葬することを、「合同火葬」と言う。個別に火葬を行うわけではないため、返骨はされない。合同で火葬を行うため、その他のペット火葬よりも比較的リーズナブルであることが特徴で、「供養はしてあげたいが費用は抑えたい」というニーズに対応している。
- 自治体による合同火葬

ペットが亡くなった場合、法的には一般廃棄物に分類されるため、飼い主が申し出ることで自治体による火葬が可能である。自治体によってはペット専用の火葬炉を設けている場合もあるが、多くの場合は通常の焼却炉で他のペットや廃棄物と共に処理され、返骨は行われない。寺院・民間企業での火葬と比較し、費用がリーズナブルであることはメリットであるが、「しっかり弔ってあげたい」という場合は、寺院や民間企業での火葬の方が適している。
- 寺院による合同火葬

ペット墓地やペット納骨堂を運営している寺院では、ペット火葬の対応が可能であるケースも増えてきている。また、既に火葬が終わっている場合も、一般的に言う葬儀や法事(供養)のみの受付が可能という寺院もあり、ペット葬儀ニーズの高まりに対応してきている。他のペットと合同での火葬となるため、返骨は行われない。
- 民間企業による合同火葬

火葬炉を搭載した移動火葬車による火葬や、ペット葬儀場における固定式の火葬炉での火葬がある。いずれも複数のペットとの合同火葬であるため、返骨は行われない。移動火葬車による火葬の場合、火葬終了後の遺骨は提携先の寺院で合同納骨となるケースがある。ペット葬儀場まで所持している企業の場合、納骨堂やペット霊園(ペット墓地)も併設していることがあり、そちらへの合同納骨が可能であるケースも多い。

#### 個別一任火葬
ペットの遺体を預かり、飼い主の立会なしで個別に火葬することを「個別一任火葬」と言う。「立会はできないが、個別にしっかり弔ってあげたい」という場合に適している。また、「ペットロスで悲しすぎて、お別れすることや遺骨を見るのが辛い」というニーズにも対応している。個別での火葬となるため、飼い主への返骨が可能であり、希望に応じて納骨までを行う。
- 寺院による個別一任火葬

ペットの遺体を引き取り、もしくは持ち込みの上、火葬を行う。遺骨は、飼い主の希望に応じ返骨を行うか、納骨堂やペット墓地を持っている寺院の場合は、納骨や埋葬まで対応することもある。
- 民間企業による個別一任火葬

寺院同様、飼い主の希望に応じて遺体引き取り、もしくは持ち込みの上で火葬を行う。移動火葬車による火葬の場合は、火葬終了後の納骨(供養)は提携先の寺院で行われるケースもある。ペット葬儀場を所持している企業の場合、納骨堂やペット霊園(ペット墓地)も併設していることがあり、その場合は希望に応じて別途納骨や埋葬も行う。

#### 立会火葬
ペット火葬場(ないし移動火葬車)にて、飼い主立会の上で火葬を行うことを「立会火葬」と言う。読経までセットになっているケースもあり、ペット火葬の種類の中では最も手厚く弔うものである。個別の火葬であるため、火葬を行った後は返骨ないし、飼い主の希望に応じ納骨や埋葬を行う。「できるだけ手厚く供養してあげたい」という場合に適している。
- 寺院による立会火葬

ペットの遺体を引き取り、もしくは持ち込みの上、寺院にて飼い主立会で読経・火葬を行う。ペット用の火葬炉を所持している寺院では火葬炉を用いるが、そうでない寺院は移動火葬車を境内の中に入れ、火葬を行う。
- 民間企業による立会火葬

寺院同様、飼い主の希望に応じて遺体引き取り、もしくは持ち込みの上で火葬を行う。移動火葬車の場合、飼い主の自宅等に訪問し、その場で火葬・供養を行い、返骨ないし提携先寺院等への納骨・埋葬を行う。ペット用火葬炉を所持している企業の場合、ペット斎場併設であるケースも多く、場内での読経・火葬となる。

### ペット納骨の種類
ペット納骨の種類である、「合同納骨」「個別納骨」について述べる。

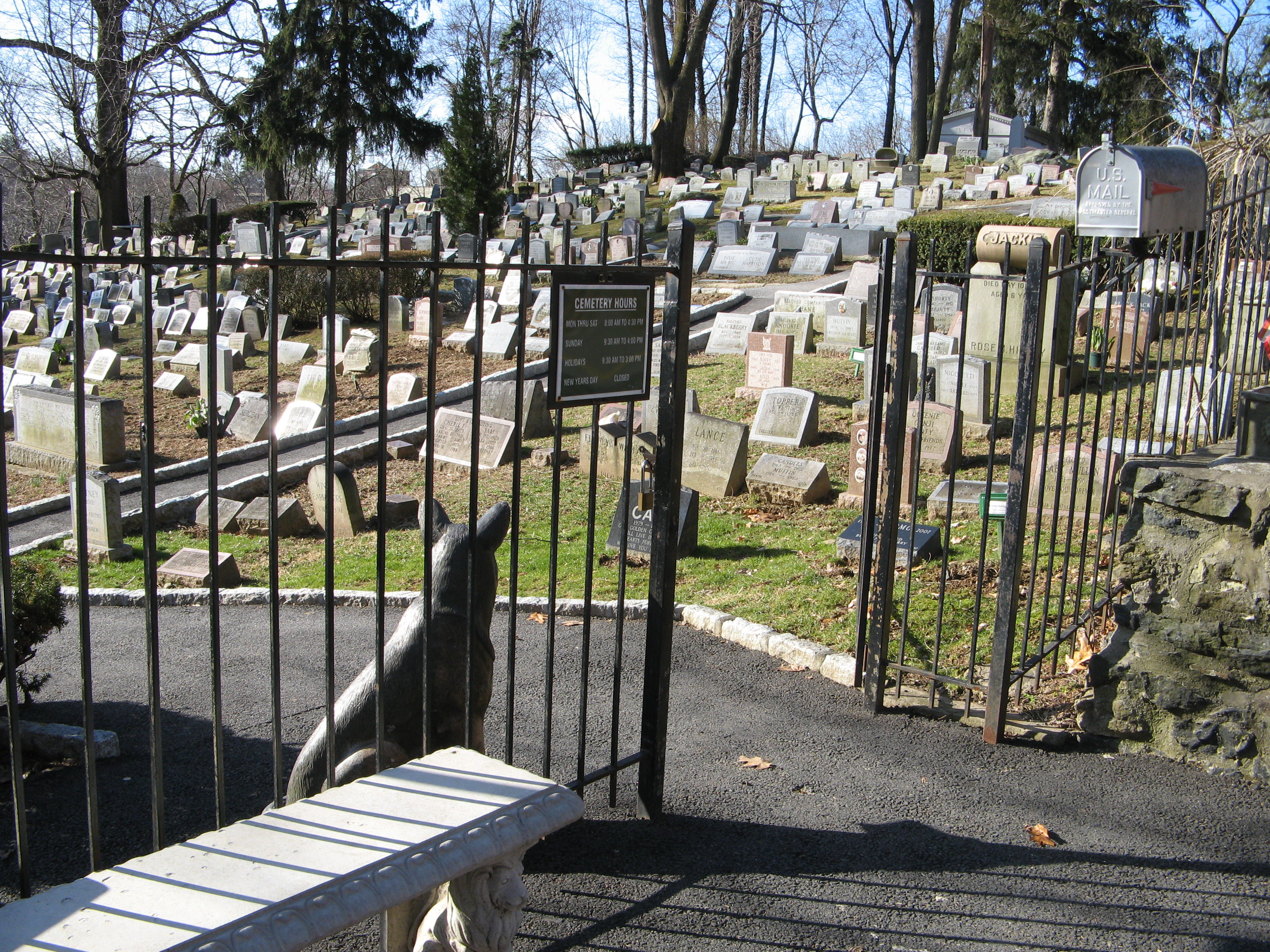
アメリカの ペット霊園、ハーツデール・ペット墓地

#### 合同納骨(合同供養)
合同供養では、寺・民間企業など、運営者が所有するペット用の共同墓地・合同供養塔へ納骨されるケースが多くなってきている。火葬も併せて依頼している場合、合同納骨が無料となるケースもある。
- 寺院による合同納骨

合祀墓として、1つの場所に他のペットと一緒に納骨可能なスペースがある寺院が増えてきている。ホームページ等でペット納骨について触れられている寺院であれば、柔軟に対応可能であるケースが多いが、菩提寺として先祖が納骨していないと、ペット納骨を受け付けない等の条件が存在する場合もあり、事前の確認が必要である。
- 民間企業による合同納骨

企業が所持するペット霊園での合同納骨となり、樹木葬や海洋散骨といった自然葬が可能な企業も存在している。対応できるサービスや金額は企業によって大きく異なるため、生前相談を活用した事前の確認が推奨される。

#### 個別納骨(個別供養)
個別供養では、寺・民間企業などの運営者が所持するペット霊園・納骨堂や霊堂に、個別の骨壺で納骨する。屋外のペット墓地では墓石にメッセージ等を彫ることができたり、屋内の納骨堂については骨壺だけでなく写真等の供物も置くことができるなど、近年のニーズの高まりを受けたサービスも展開されてきている。
- 寺院による個別納骨

合同納骨のみ対応している寺院が多かったが、ペットの個別納骨が可能なケースも増えてきている。また、寺院によっては人と同じスペースに檀家が自ら石材店でペット用の墓石やモニュメントを造ったりして一緒に納骨できる、という事例も増えてきており、そうした点は寺院での納骨ならではのメリットと言える。
- 民間企業による個別納骨

室内で骨壺を預かる納骨堂と、庭園に墓石を建てて納骨をするペット墓地の2通りがある。納骨堂への納骨は、1万円前後からと比較的リーズナブルに行えるのは利点である。ペット墓地は墓石の購入も必要になるため、合同納骨や納骨堂と比較すると高額になるが、個別のメッセージを彫ることもできたりと、手厚く弔いたいというニーズに応えている。

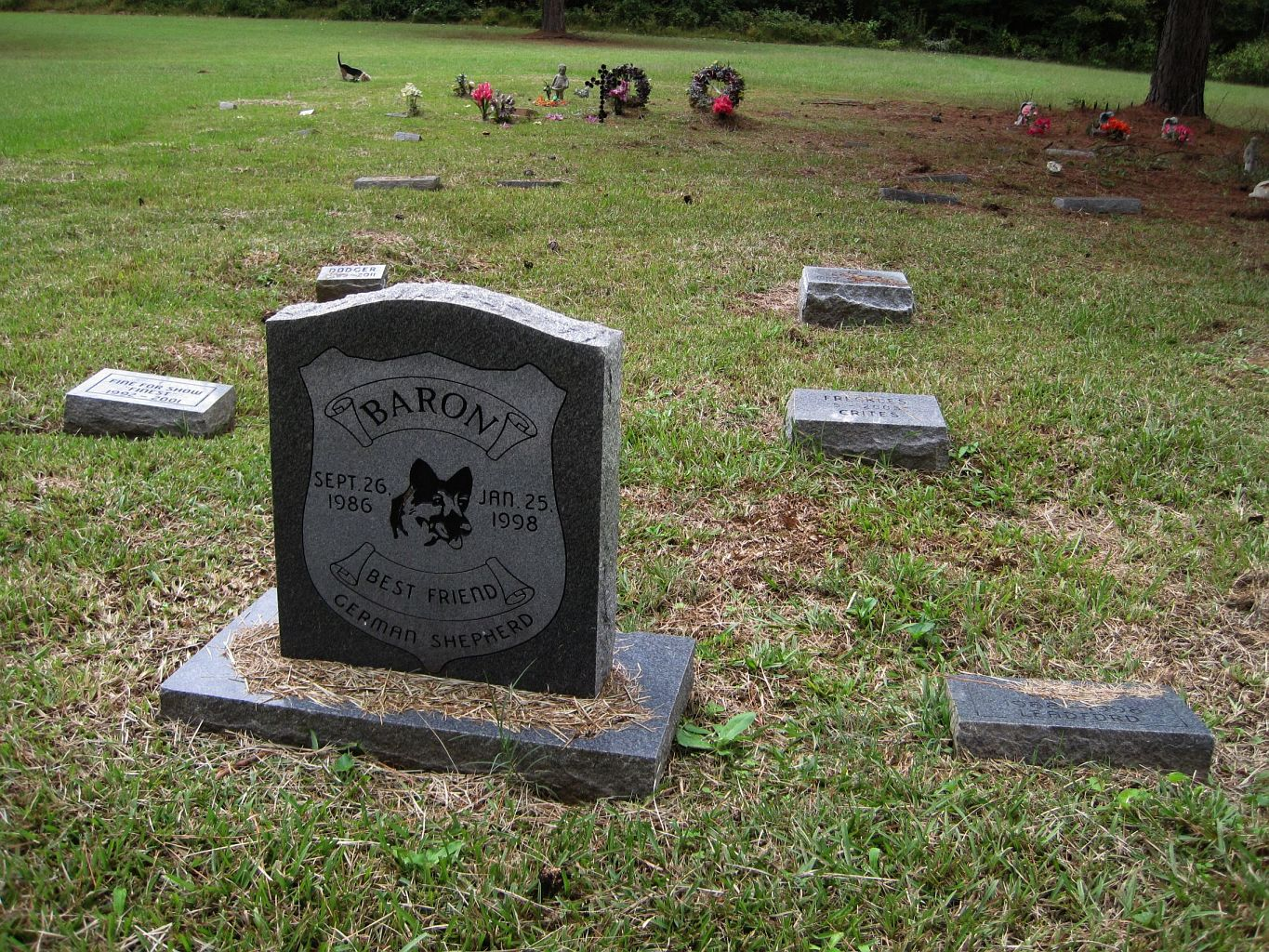
アメリカの犬のお墓
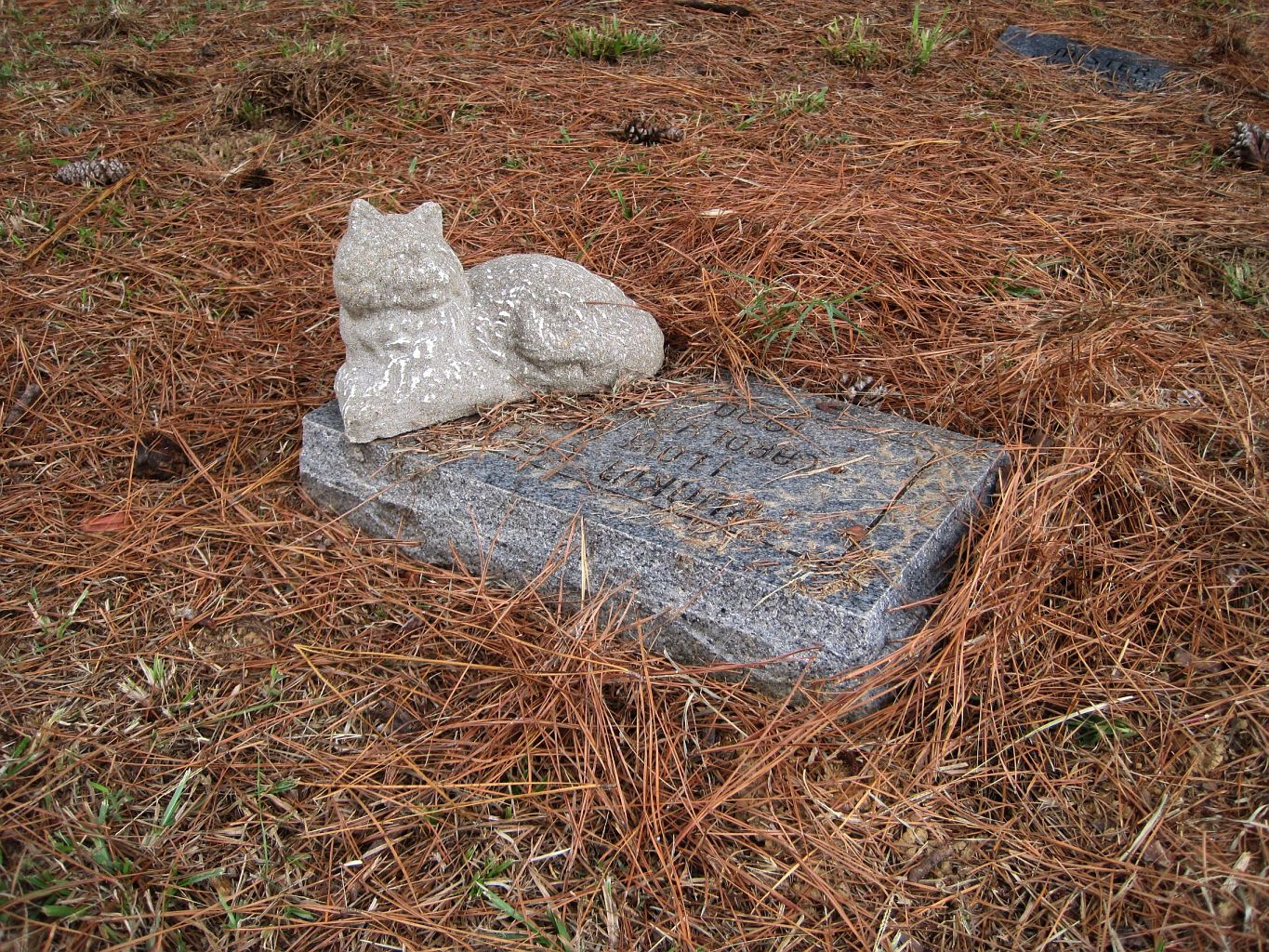
アメリカの猫のお墓
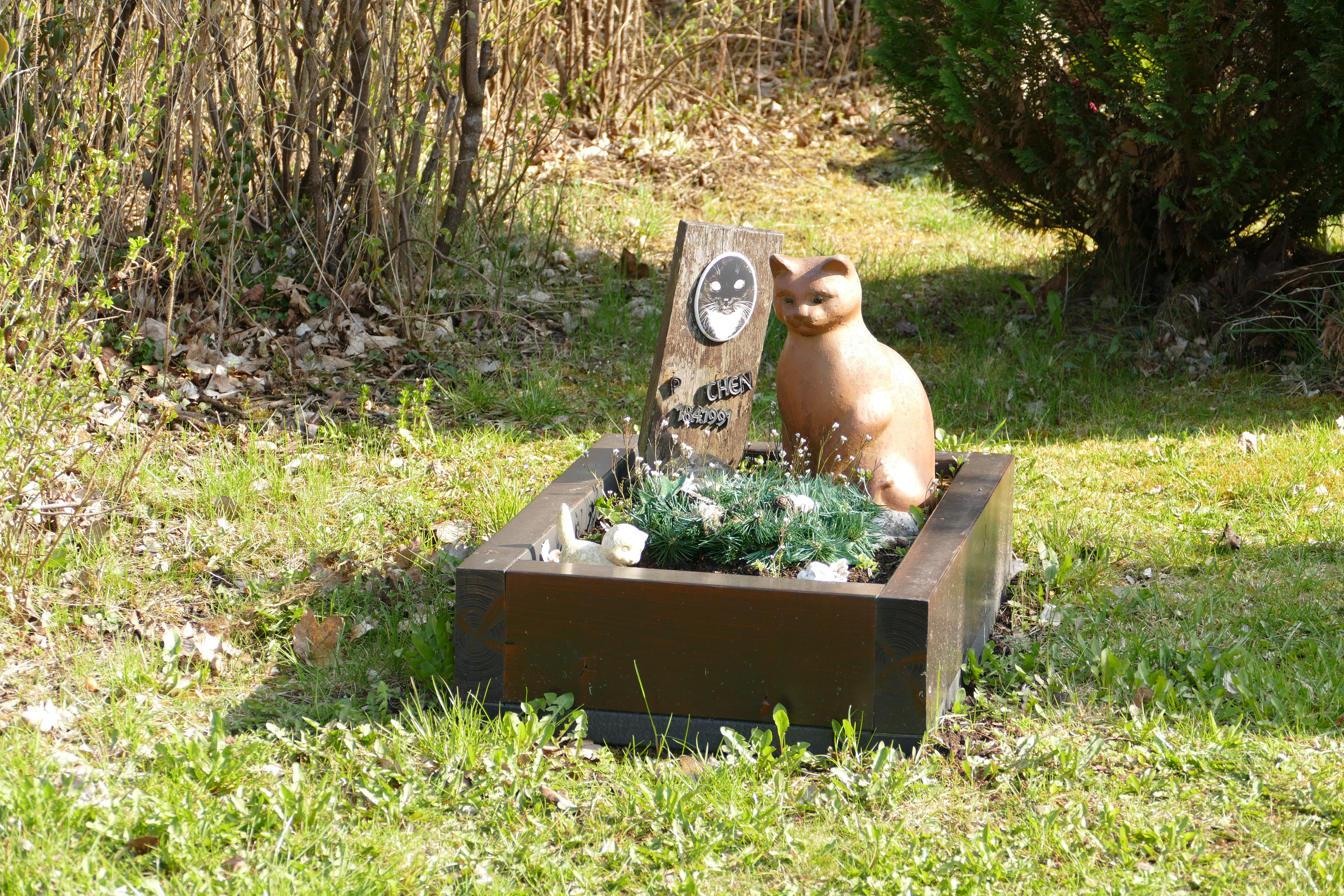
ドイツの猫のお墓
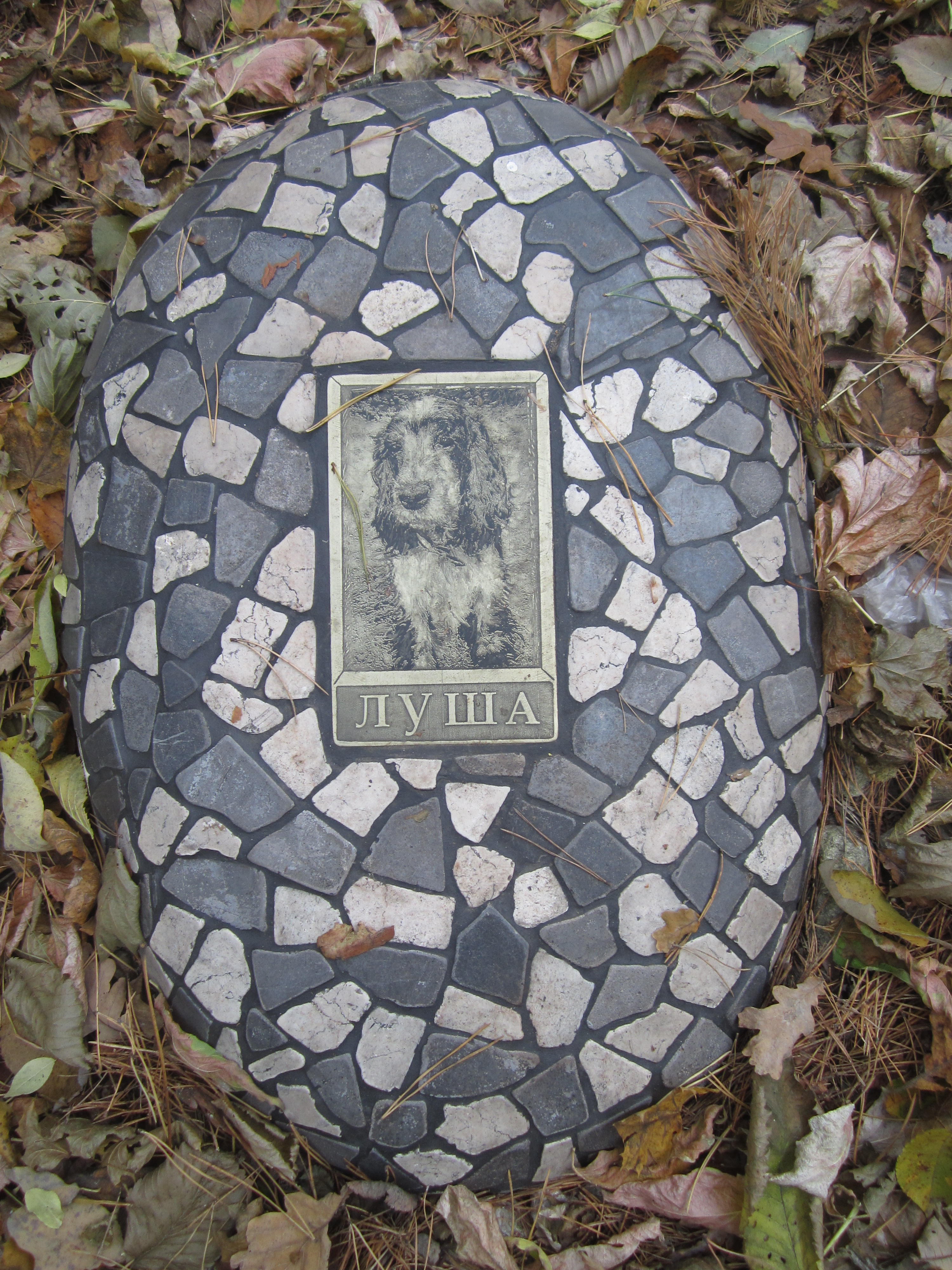
リトアニアの犬のお墓

## 備考
社会的注目度や需要が2000年代以降拡大しつづけているペット供養では、従来より専用の火葬場を用意するペット霊園などが存在したが、2000年代よりは自動車に火葬用の設備を搭載したものがフランチャイズビジネスなどの形で登場しているなど、多様化や事業としての発達が進んでいる。
ただ、需要増加の陰でトラブルとなる事例も存在する。毎日新聞が各地の国民生活センターに寄せられた相談として報じたところによると、ペット火葬事業の業者の中に悪質業者がいる模様で、2007年秋頃から相談事例が増加しているという。こういった問題事例では、前述の自動車に載せた設備を使う業者の中に、火葬をはじめてから「追加料金が必要だ」として金銭を広告掲載外で追加請求、拒否すると火葬中の遺骸を「生焼けのままで返却する」、「遺骨は渡さない」と脅すなどという手口が報じられている。東京都消費生活総合センターによれば、自ウェブサイト内の料金表で遺骸の重量別の料金表を示し、所定の数万円の火葬費用以外不要だとしている業者の中に、同種手口で飼い主を脅して十数万円をせしめているものがいるという。これらでは口頭で金額を請求するケースも多いとしている。
同センターはペット火葬には法的な規制が無いとした上で、焼却を開始する事前に書面で見積もりを提出させ、納得できない契約はたとえ業者にせかされてもすべきではないと警告している。
2010年には埼玉県入間郡三芳町の元町議でペット葬祭業の男が廃棄物処理法違反（不法投棄）の疑いで逮捕される事件が発生した。この事件ではペット葬祭業者が火葬するとして預かったペットの死体を遺棄し、別の骨を飼い主に渡すことにより火葬にかかる経費を浮かせていた。(埼玉県ペット遺体遺棄事件)

### 移動火葬の種類
合同火葬
ペットの遺体を預かって保管し、一定量集まった他のペットと一緒に火葬するので遺骨が戻らない。移動火葬車が自宅に来ない場合が多く、業者が引き取りに来るだけで一切の立会いはできない。遺骨は他のペットと一緒に共同墓地に埋葬される。
一任火葬
個別に火葬はするが立会いはできない。移動火葬車は自宅に来ないこともある。遺骨は業者が拾い戻されるが、ペット遺体を引き渡した後、業者任せとなる。
個別火葬
移動火葬車が自宅まで来る。遺体を引き渡した後、遺体を火葬炉に入れ、遺骨を拾うまで立会いができる。
個別火葬+オプション
僧侶の読経、棺などのオプションを個別火葬に加えたものである。
移動火葬は上記の通り選択肢が多く料金体系が複雑である。固定炉のみで運用している火葬業者は人間の葬儀と平行して営んでいることが殆どで(ペット専用の葬儀部門を別に持つという意味)料金も明確で移動火葬より安い。予算と望む様式に合わせて比較検討することができる。このような料金体系はペット葬儀固有のもので、人間の遺体の場合は墓地、埋葬等に関する法律で選択肢が限定される一方、ペットの遺体は法的な位置づけが異なるためである。

## ペット供養題材の作品
- 梅堯臣著『祭猫(猫のお葬式)』
- 韓国映画「ネコのお葬式」
- スティーヴン・キング著『ペット・セメタリー』
- 作者不詳散文詩「虹の橋 (詩)」
- 夏目伸六著『猫の墓』
- オジロマコト著『猫のお寺の知恩さん』
- 荒木経惟著『チロ愛死』(『愛しのチロ』の続編)

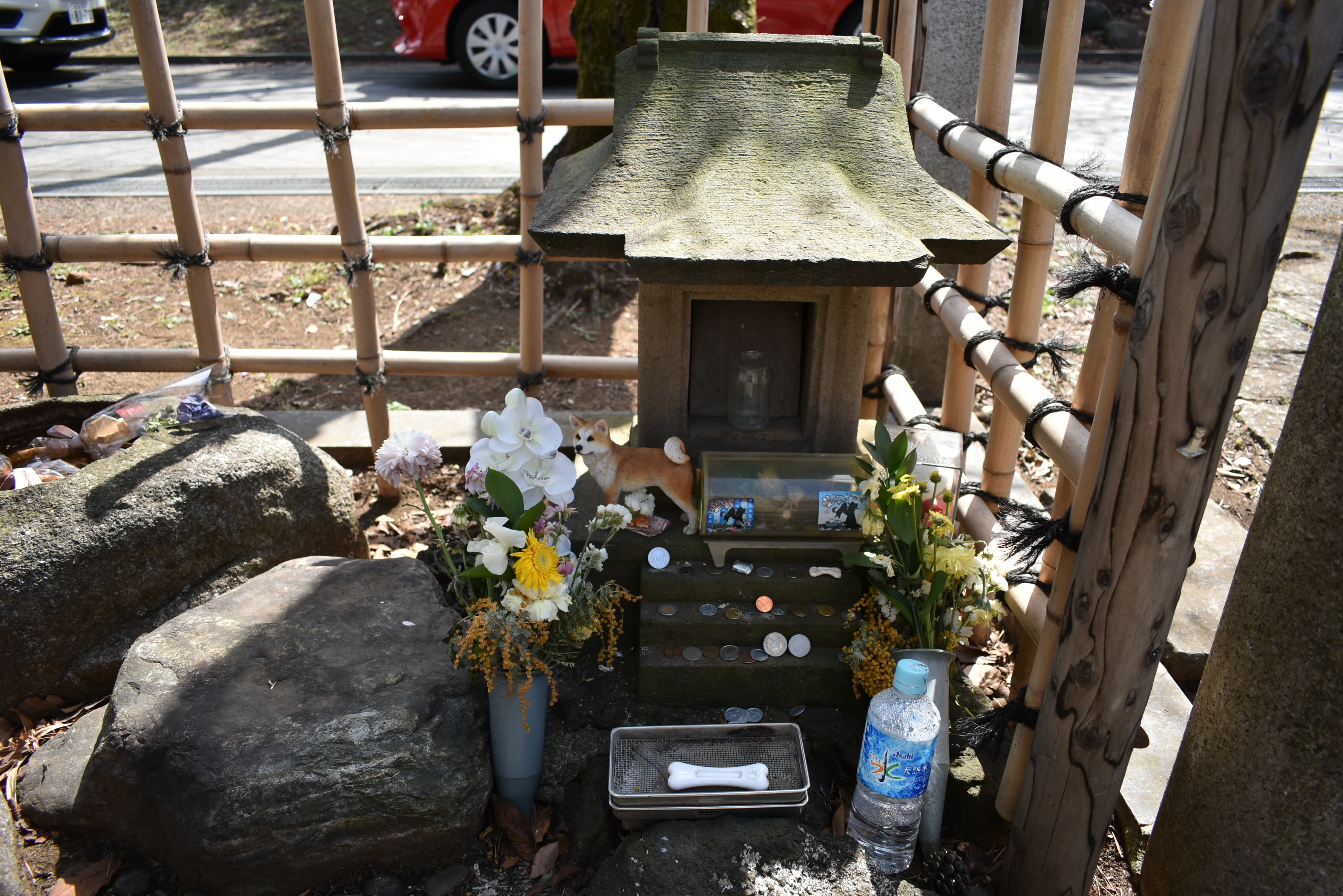
青山霊園「忠犬ハチ公」の碑

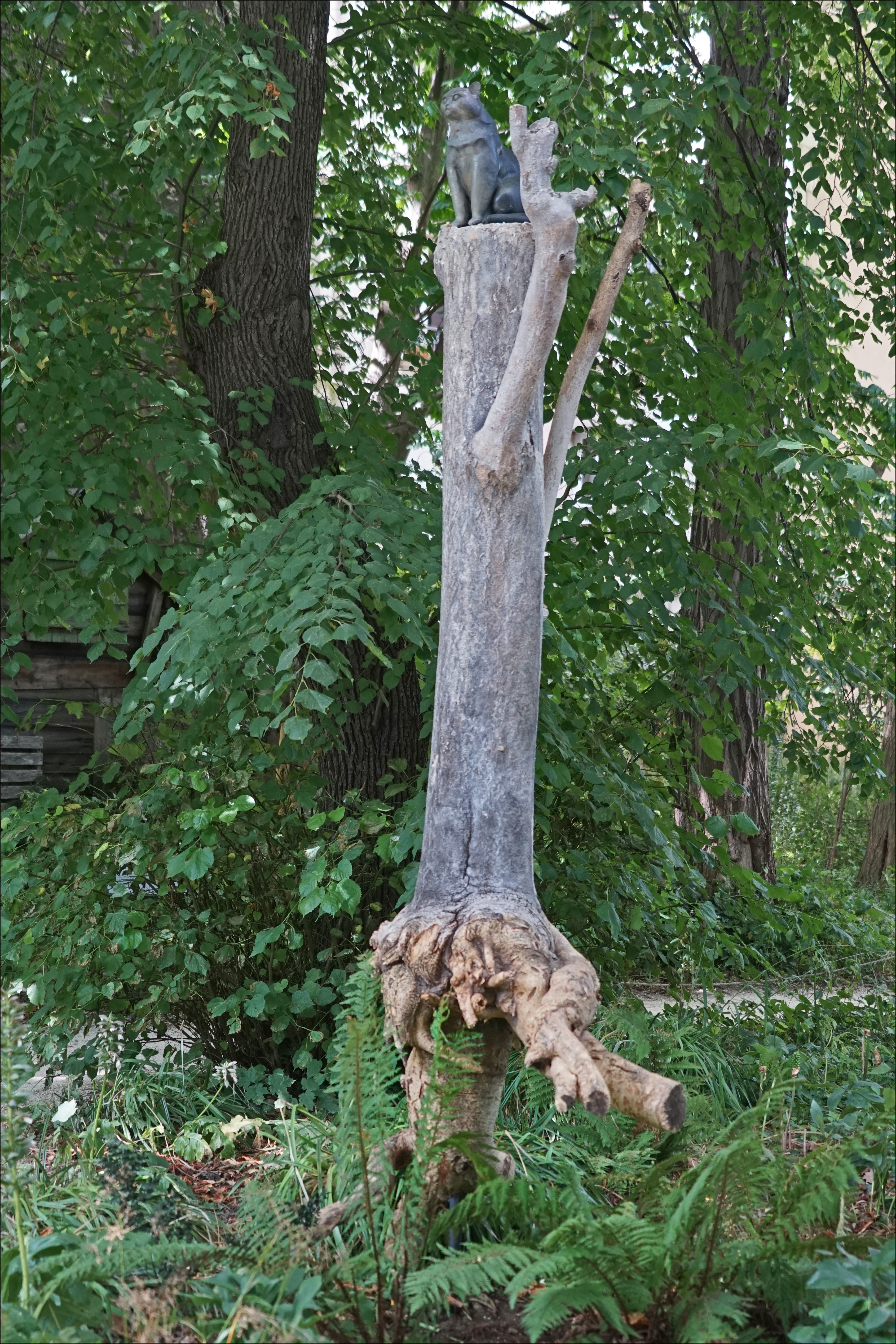
カルティエ現代美術財団美術館の庭にあるアニエス・ヴァルダの飼い猫「木の上のニニ」の像、隣はインスタレーション作品「猫の家」

- 横尾忠則著『タマ、帰っておいで』

- 忠犬ハチ公像
- 菅原神社内中村晋也作「西郷どんのツン」像